# Коновалово (Гомельская область)
Коновалово (бел. Канавалава) — посёлок в Неглюбском сельсовете Ветковского района Гомельской области Белоруссии.

## География

### Расположение
В 36 км на северо-восток от Ветки, 58 км от Гомеля, 46 км от железнодорожной станции Добруш (на линии Гомель — Вышков).

### Гидрография
В 2 км юго-восточнее посёлка река Очёса.

## Транспортная сеть
Транспортные связи по просёлочной, затем автомобильной дороге Столбун — Гомель. Застройка деревянная, усадебного типа, вдоль просёлочной дороги.

## История
Основан в 1920-х годах на бывших помещичьих землях переселенцами из соседних деревень. В 1931 году жители вступили в колхоз. Во время Великой Отечественной войны 10 жителей погибли на фронте. В 1959 году в составе совхоза «Дружба» (центр — деревня Неглюбка).

## Население

### Численность
- 2004 год — 2 хозяйства, 3 жителя.

### Динамика
- 1940 год — 22 двора, 71 житель.
- 1959 год — 64 жителя (согласно переписи).
- 2004 год — 2 хозяйства, 3 жителя.
- 2024 год — 1 житель